# Federazione calcistica dell'Afghanistan
La Federazione calcistica dell'Afghanistan (in pashtu د افغانستان د فوټبال فدراسيون, in inglese Afghanistan Football Federation, acronimo AFF) è l'ente che governa il calcio in Afghanistan.
Fondata nel 1921, si affiliò alla FIFA nel 1948 e all'AFC nel 1954. Ha sede nella capitale Kabul e controlla il campionato nazionale, la coppa nazionale e la Nazionale del paese.
Il 13 gennaio 2014 la federazione vince il FIFA Fair Play Award per avere «con dedizione organizzato un campionato nazionale in un Paese dilaniato da violenza e distruzione,  costruendo le basi per il gioco e aprendo il calcio ad un pubblico più ampio, comprese donne e famiglie» .